# Silent Eveを待ちながら
「Silent Eveを待ちながら」（サイレント・イヴをまちながら）は、ZIGGYの12枚目のシングル。

## 概要
ZIGGYでは珍しいクリスマスソング。作曲した森重樹一自身もこの曲を気に入っており、「自分の作りたいポップスに一番近い。」と語っている。しかし、セールスの面では今作から売り上げが急落してしまう。
フジテレビ系『タモリの超ボキャブラ天国』のエンディングテーマに使用された。

## 収録曲
| #         | タイトル                                        | 作詞      | 作曲      | 時間  |
| --------- | ----------------------------------------------- | --------- | --------- | ----- |
| 1.        | 「Silent Eveを待ちながら」                      | 森重樹一  | 森重樹一  | 4:29  |
| 2.        | 「無力なViolence」                              | 森重樹一  | 森重樹一  | 4:36  |
| 3.        | 「Silent Eveを待ちながら (オリジナルカラオケ)」 |           |           | 4:28  |
| 合計時間: | 合計時間:                                       | 合計時間: | 合計時間: | 13:33 |